# 贵胄法政学堂
贵胄法政学堂是指宣统元年（1909年）在北京创办的一所法政学堂。以造就贵胄法政通才为宗旨。对符合条件的宗室子弟强制入学。

## 历史
明治维新后的日本在甲午战争、日俄战争中相继获胜，在晚清社会形成了“立宪救国”理念。清廷“预备立宪”，开始积极兴办“法政教育”，培养“法政人才”。
1907年内阁学士寶熙动议开办贵胄法政学堂。宣统元年（1909年）闰二月发上谕：“著派贝勒毓朗充贵胄法政学堂总理，農工商部左侍郎熙彥、翰林院学士锡钧充贵胄法政学堂监督，务宜认真经理，毋负委任。”当月发布《贵胄法政学堂章程》共三十九条。陆军贵胄学堂搬到新校舍后，其办学之初所用的宝禅寺街的广善寺腾出来作为贵胄法政学堂的校舍。
根据宣统元年（1909年）十一月奏准的《续拟贵胄法政学堂章程》七章四十六条，学制为：
- 正科五年毕业，开设普通课程十门：伦理、国文、经学、外国文、历史、地理、算学、理化、体操、论理学；专业课程二十门：本国刑律、法学通论、宪法、行政法、刑法、民法、商法、国际公法、国际私法、中國法制史、外国法制史、刑事诉讼法、民事诉讼法、监狱学、政治学、政治史、理财学、财政学、外交史、统计学。
- 听讲班三年毕业。针对在各衙门工作、需要补习法政知识的在职官员。
- 简易科两年毕业
- 预备科两年毕业。考核合格后可升入正科。开设普通课程八门：修身、满文、国文、历史、地理、算学、博物、体操。

招生对象为：
- （一）宗室王以下、奉恩将军以上及其子弟；蒙古汗王以下至四等台吉塔布囊。
- （二）满汉蒙古世爵及其子弟。
- （三）闲散宗室、觉罗与满汉蒙古二品以上大员之子弟及世职，均须在中学堂毕业者。